# Championnat d'Estonie de football 2012
Navigation
Meistriliiga 2011 Meistriliiga 2013
La saison 2012 de la Meistriliiga est la 22e de l'élite du football estonien. Les dix meilleurs clubs du pays sont regroupés au sein d'une poule unique où ils s'affrontente quatre fois, deux fois à domicile et deux fois à l'extérieur. En fin de saison, le dernier du classement est relégué et remplacé par le champion de deuxième division, tandis que le 9e affronte le vice-champion de D2 en barrage de promotion-relégation.
C'est le JK Nõmme Kalju qui remporte le premier titre de son histoire, après avoir terminé en tête du classement final avec neuf points d'avance sur le FC Levadia Tallinn.

## Les clubs participants
| \| FC Kuressaare Narva Trans Paide Linnameeskond Flora Tallinn Nõmme Kalju Levadia Tallinn JK Tallinna Kalev Tammeka Tartu Kalev Sillamäe Tulevik Viljandi \| Localisation des clubs |
| FC Kuressaare Narva Trans Paide Linnameeskond Flora Tallinn Nõmme Kalju Levadia Tallinn JK Tallinna Kalev Tammeka Tartu Kalev Sillamäe Tulevik Viljandi                              |

| Club              | Ville      | Stade                | Capacité |
| ----------------- | ---------- | -------------------- | -------- |
| Flora             | Tallinn    | A. Le Coq Arena      | 9,300    |
| Kalju             | Tallinn    | Hiiu staadion        | 500      |
| Kuressaare        | Kuressaare | K. linnastaadion     | 2,000    |
| Levadia           | Tallinn    | Maarjamäe muruväljak | 500      |
| JK Tallinna Kalev | Tallinn    | Kalev                | 12 000   |
| Paide LM          | Paide      | ÜG staadion          | 500      |
| Sillamäe Kalev    | Sillamäe   | Kalevi staadion      | 2,000    |
| Tammeka           | Tartu      | Tamme staadion       | 2,000    |
| Trans             | Narva      | Kreenholmi staadion  | 3,000    |
| Tulevik           | Viljandi   | V. linnastaadion     | 2,500    |

## Compétition

### Format
Le barème servant à établir le classement se décompose ainsi :
- Victoire : 3 points
- Match nul : 1 point
- Défaite : 0 point

Les critères de départage sont :
1. Le moins de matchs annulés ou reportés
2. Le nombre général de victoires
3. Faces-à-faces
4. Différence de buts dans les faces-à-faces
5. Meilleure différence de buts générale
6. Nombre général de buts marqués

### Classement
| Rang | Équipe               | Pts | J  | G  | N  | P  | Bp  | Bc | Diff |
| ---- | -------------------- | --- | -- | -- | -- | -- | --- | -- | ---- |
| 1    | JK Nõmme Kalju       | 92  | 36 | 29 | 5  | 2  | 106 | 17 | +89  |
| 2    | FC Levadia Tallinn C | 83  | 36 | 25 | 8  | 3  | 85  | 22 | +63  |
| 3    | Flora Tallinn T      | 81  | 36 | 26 | 3  | 7  | 87  | 24 | +63  |
| 4    | JK Narva Trans       | 55  | 36 | 16 | 7  | 13 | 52  | 44 | +8   |
| 5    | JK Sillamäe Kalev    | 55  | 36 | 15 | 10 | 11 | 51  | 43 | +8   |
| 6    | Paide Linnameeskond  | 42  | 36 | 11 | 9  | 16 | 34  | 52 | -18  |
| 7    | FC Kuressaare        | 26  | 36 | 5  | 11 | 20 | 31  | 80 | -49  |
| 8    | JK Viljandi Tulevik  | 26  | 36 | 6  | 8  | 22 | 33  | 88 | -55  |
| 9    | JK Tallinna Kalev P  | 21  | 36 | 4  | 9  | 23 | 27  | 87 | -60  |
| 10   | JK Tammeka Tartu     | 20  | 36 | 4  | 8  | 24 | 30  | 79 | -49  |

|  | Qualification pour le 2e tour de qualification de la Ligue des champions 2013-2014 |
|  | Qualification pour le 1er tour de qualification de la Ligue Europa 2013-2014       |
|  | Participation au barrage de promotion-relégation                                   |
|  | Relégation en deuxième division                                                    |
|  | T : Tenant du titre C : Vainqueur de la Coupe d'Estonie P : Promu de D2            |

#### Barrage promotion / relégation
Afin de déterminer le 10e club participant à la Meistriliiga la saison prochaine, le 9e de D1 affronte le 2e de D2
| Équipe 1               | Résultat | Équipe 2          | Aller | Retour |
| ---------------------- | -------- | ----------------- | ----- | ------ |
| JK Tarvas Rakvere (D2) | 1 - 3    | JK Tallinna Kalev | 1 - 2 | 0 - 1  |

## Bilan de la saison
| Championnat d'Estonie de football 2012 |                            |
| Champion                               | JK Nõmme Kalju (1er titre) |
| Coupes et trophées                     |                            |
| Vainqueur de la Coupe d'Estonie 2012   | FC Levadia Tallinn         |
| Qualifications continentales           |                            |
| Ligue des champions 2013-2014          | JK Nõmme Kalju             |
| Ligue Europa 2013-2014                 | FC Levadia Tallinn         |
| Ligue Europa 2013-2014                 | Flora Tallinn              |
| Ligue Europa 2013-2014                 | JK Narva Trans             |
| Promotions et relégations              |                            |
| Promus en Meistriliiga                 | FC Infonet                 |
| Relégués en Esiliiga                   | JK Tammeka Tartu           |